# 小柴保人
小柴 保人（こしば やすと、安政6年1月2日（1859年2月4日） - 1924年（大正13年）5月9日）は、日本の工学博士。第二高等中学校（現東北大学教養部）教授。旧制鹿山中学校（現在の千葉県立佐倉高等学校）を経て東京大学理学部卒。土木学会会員。

## 経歴
1859年、現在の千葉県で生まれる。1880年（明治13年）、東京大学理学部（土木）工学科を卒業し、同年、内務省土木局に入局し、宮城県、岩手県で北上川改修工事に従事した。
1886年（明治19年）、第二区（仙台）土木監督署の巡視となり、沖野忠雄巡視長の代理を務める。1890年（明治23年）、第二高等中学校教授を兼任した。1891年（明治24年）、第三区（新潟）土木監督署長に転じた。1901年（明治34年）8月8日、文部大臣より工学博士の学位を授与された。1905年（明治38年）、官制改正により新潟土木出張所長となる。1911年（明治44年）、本省に転じ土木局調査課長に就任。1913年（大正2年）に退官した。
娘梅子は、22歳で、1923年の第六回国際労働会議に、政府代表婦人問題顧問石原きよの随員として出席。

## 栄典
位階
- 1886年（明治19年）11月27日 - 従七位[3]
- 1891年（明治24年）12月10日 - 従六位[4]
- 1909年（明治42年）4月30日 - 正四位[5]

勲章
- 1896年（明治29年）12月25日 - 勲六等瑞宝章[6]
- 1900年（明治33年）12月20日 - 勲四等瑞宝章[7]
- 1904年（明治37年）12月27日 - 勲三等瑞宝章[8]
- 1912年（大正元年）12月18日 - 勲二等瑞宝章[9]

## 主な著作
- 新潟港改修と港口の浚渫（1915年）
- 内務省直轄河川計画概要（1917年）